# Тецуо — залізна людина
«Тецуо —  залізна людина»  (яп. 鉄 男)  — японський кіберпанковий фільм жахів, знятий Сінья Цукамото.

## Сюжет
Фільм починається зі зйомки людини, що йде серед нетрів (також відомий як «металевий фетишист»). Технофетишист намагається збільшити розмір своєї ноги за допомогою імплантації шматка металу (металевої труби в 30 см). Коли він знімає бинти, бачить, що операція не вдалася — в рані вже завелися паразити. Він з криком вибігає на дорогу, де його збиває машина бізнесмена. Водій намагається позбутися тіла і викидає його в канаву. Місце зйомки змінюється, бізнесмен, бриючись перед дзеркалом, виявляє металевий шип на лівій щоці. Він намагається вирвати його, але це викликає бризки крові, шип явно внутрішнього походження. Після цього він говорить зі своєю подругою по телефону про дивні речі після того інциденту.
Бізнесмен виходить з вагона метро і сідає на лавку, поруч з дівчиною, яка читає журнал. На підлозі вона помічає незвичайний механізм і торкається його. Через деякий час дівчина стає гібридом людини і машини і намагається напасти на водія. (В цей час показується, що фетишист командує нею). Він тікає вниз, що в підсумку заводить його в глухий кут. Він замикається в кабінці туалету в надії сховатися від небезпеки. Але мутована дівчина знаходить людину і намагається задушити. Бізнесмен виривається і швидко потрапляє в гараж, де його незабаром знаходить дівчина. Відбувається бійка, водій вбиває маріонетку і виявляє у себе ознаки тих же змін. Він потрапляє в будинок для сексуального контакту зі своєю подругою. Бізнесмен прокидається на ліжку і йде на кухню умитися, віддирає пластир від рани на щоці разом зі шкірою і бачить металеві предмети. Сніданок, в районі паху у водія з'являється дриль, яка пробиває дерев'яний стіл. Потім зі спини вийдуть кілька металевих труб, шкіра наполовину злізе і форма тіла деформується. Протистояння між коханкою і чоловіком закінчується смертю першої.
З'являється технофетишист, спраглий помститися бізнесменові. Він кидає в нього телевізор, на екрані з'являється звалище, де в водія проникають дроти з метою трансформації в робота. Голова бізнесмена перетворилася в трубу від кінескопа телевізора, але він намагається втекти від ворога. Вони потрапляють на завод, де бізнесмен і фетишист сплавляються на купу металу і стають єдиним цілим. Істота виривається на вулиці міста з метою знищити весь світ.

## У ролях
- Томорово Таґучі — офісний працівник
- Кей Фудзівара — дівчина офісного працівника
- Нобу Канаока — жінка в окулярах
- Сін'я Цукамото — Металевий Фетишист
- Наомаса Мусака — лікар
- Рендзі Ісібасі — волоцюга

## Зйомки
«Тецуо: Залізна людина» передували короткометражні фільми «Привид звичайного розміру» та «Пригоди Денчу-Кадзи». Виробництво повнометражного фільму розпочалося у вересні 1987 року, і тривало 18 місяців. Протягом цього часу команда Цукамото жила разом у квартирі колеги Тецуо, Кея Фуджівари. Більшість покинула проєкт, думаючи, що він ніколи не буде завершений.
Це перший фільм Сінья Цукамото, знятий на 16 мм плівку. Всі його попередні роботи знімалися на Супер-8 . Операторські обов'язки виконував сам Цукамото, а також Кей Фуджівара. Обидва грали головні ролі у фільмі.
Фільм часто описується як кіберпанк, однак у інтерв'ю 1993 року в Cinefantastique Цукамото заявив, що на час створення фільму не знав цього терміна і надихався передусім фільмом Девіда Кроненберга «Відеодром» (1983). Цукамото називав «Того, хто біжить по лезу» (1982) Рідлі Скотта та «Відеодром» Кроненберга «двома батьками Тецуо», водночас вважаючи, що його роботи відрізняються від кіберпанку, бо цей жанр розумів як постапокаліптичний.
Том Мес, біограф Цукамото, зазначав, що Цукамото працював із японським контекстом, який включає негативні аспекти життя в мегаполісі, такому як Токіо. Цукамото вважав міське життя, роботу в офісі та години в дорозі на роботу «притупленням почуттів та позбавленням людей їхньої людяності».

## Озвучення українською
Фільм перекладено та озвучено студією «CloverDUB» у 2025 році.